# Tușovița, Șumen
Tușovița (în bulgară Тушовица) este un sat în comuna Vărbița, regiunea Șumen,  Bulgaria. 

## Demografie
Componența etnică a satului Tușovița
     Turci (96,7%)
     Romi (2,7%)
     Nicio identificare (0,23%)
     Altele (0,35%)
La recensământul din 2011, populația satului Tușovița era de 851 locuitori. Din punct de vedere etnic, majoritatea locuitorilor (96,7%) erau turci, cu o minoritate de romi (2,7%). Pentru 0,23% din locuitori nu este cunoscută apartenența etnică.